# 마쓰키 세이야
마쓰키 세이야(일본어: 松木 政也, 1994년 6월 12일~)는 일본의 축구 선수이다.

## 구단 경력
그는 2016년부터 2017년까지 Hilal Bergheim와 FV Diefflen에서 뛰었다. 2017년 8월 J3리그의 SC 사가미하라로 이적했다.